# العلاقات البرازيلية الإسرائيلية
ابراريل لا تدعم لديها سفارة في تل أبيب وقنصلية شرفية في حيفا. ولدى إسرائيل سفارة في برازيليا وقنصلية عامة في ساو باولو. تحافظ الدولتين على علاقات وثيقة في المجالات السياسية والعسكرية. ولديهما درجة من التعاون في مجال التسلح. البرازيل دولة كاملة العضوية في تجمع حلفاء إسرائيل، وهو منظمة دعاية سياسية داعمة لإسرائيل عبر نواب البرلمانات في حكومات حول العالم.
الجالية اليهودية في البرازيل هي التاسعة في العالم من حيث العدد، حولي 107,329 فرد في 2010، وفقًا لإحصاء المعهد البرازيلي للجغرافيا والإحصاء. ويُقدَِر اتحاد البرازيل اليهودي عدد اليهود في البلاد بحوالي أكثر من 120,000 يهودي. في إسرائيل، يعيش حوالي 20,000 برازيلي.

## دعم اليهود خلال الحرب العالمية الثانية
في المراحل الأولى من الحرب العالمية الثانية، شاركت البرازيل في أول ثلاث اجتماعات تشاورية لوزراء العلاقات الخارجية في الجمهوريات الأمريكية والتي أصدرت توصية بتجميد العلاقات الدبلوماسية مع دول المحور. أعلنت البرازيل في اجتماع 1942 في ريو أنها قطعت كل علاقاتها الدبلوماسية مع ألمانيا النازية، وانضمت بذلك إلى دول الحلفاء. بعد ذلك، قامت معظم دول أمريكا اللاتينية بعمل نفس الخطوة، باستثناء الأرجنتين وتشيلي.
خلال عمل أوسفالدو أرانها وزيرًا للعلاقات الخارجية من 1938 إلى 1948، مُنح العديد من اليهود تأشيرات دخول للبرازيل. في 1939، مُنح اليهود 4,601 تأشير دائم ومؤقت. في هذا العام، مثلت التأشيرات الدائمة لليهود 9% من إجمالي التأشيرات الدائمة الممنوحة، و14% كانت نسبة التأشيرات المؤقتة الممنوحة لليهود. في 1940، مُنح 2,500 مهاجر يهودي تأشيرات للبرازيل.
طلب ألبرت أينشتاين من أوسفالدو أرنها المساعدة من أجل الحصول على تأشيرة لصديقته، اليهودية الألمانية هيلانة فابيان-كاتز. تقدم أينشتاين بطلب المساعدة من حكومة الولايات المتحدة، لكن الحكومة الأمريكية رفضت منح فابيان-كاتز التأشيرة. ومنحت البرازيل التأشيرة لهيلانة فابيان-كاتز، وانضمت هيلانة لأخيها الذي كان يعيش في ساو باولو.

## عملية الجرف الصامد
في 8 يوليو 2014 بدأت إسرائيل عملية عسكرية في قطاع غزة سمتها الجرف الصامد. قامت البرازيل بسحب سفيرها في تل أبيب في 24 يوليو وذلك احتجاجًا على العملية الإسرائيلية، وقبل ذلك أصدرت الخارجية البرازيلية بيانًا ورد فيه «دولة البرازيل تحتج وبشدة على الممارسات التي يقوم بها الجيش الإسرائيلي واستخدامه القوة المفرطة ضد الفلسطينيين الأمر الذي أدى إلى سقوط مئات الضحايا الأبرياء.» في 28 يوليو وصفت الرئيسة ديلما روسيف العملية الإسرائيلية بأنها مجزرة، وقالت «ما يجري في غزة أمر خطر.. لا أعتقد أنه إبادة ولكن أعتقد أنه مجزرة. هو إجراء غير متكافئ.» علق المتحدث باسم الخارجية الإسرائيلية على مسألة سحب السفير بالقول إن سحب السفير «هو تجسيد مؤسف للسبب الذي يجعل البرازيل، العملاق الاقتصادي والثقافي، تبقى قزمًا دبلوماسيًا.»
وفي 19 فبراير 2024، قال وزير الخارجية الإسرائيلي يسرائيل كاتس، إن الرئيس البرازيلي لويس إيناسيو لولا دا سيلفا سيظل "شخصا غير مرغوب فيه" في إسرائيل حتى يتراجع عن تعليقاته التي شبه فيها الحرب الإسرائيلية على حركة حماس في غزة بالإبادة الجماعية التي ارتكبها النازيون خلال الحرب العالمية الثانية.
وفي 23 فبراير 2024، أصرّ الرئيس البرازيلي لويس إيناسيو لولا دا سيلفا على تصريحاته مؤكدًا أن "ما تفعله دولة إسرائيل ليس حربا، إنها إبادة جماعية، لأنها تقتل نساء وأطفالا".

## الاتفاقيات
طاقة
وافقت الحكومتان على التعاون في العديد من القطاعات مثل النفط والغاز والكهرباء الحرارية والطاقات المتجددة. في مجال الطاقة والتعدين، اعترفتا بالدور التحويلي للابتكار والروبوتات وأمن الفضاء الحاسوبي. سيتبادل البلدان بوصفهما منتجين للغاز الطبيعي، أفضل الممارسات بشأن تصميم أسواق الغاز الطبيعي المحلية.
العلوم والتكنولوجيا والابتكار
خلال زيارة الرئيس جايير بولسونارو إلى إسرائيل، وُقع على اتفاق تعاون في مجال العلم والتكنولوجيا، سيتيح مبادرات جديدة في مجال العلم والتكنولوجيا.
الترويج التجاري/ الاستثمارات
في ديسمبر من عام 2007، وُقعت اتفاقية منطقة تجارة بين إسرائيل وميركوسور، وهي أكبر شريك لإسرائيل في أمريكا اللاتينية. كانت إسرائيل أول شريك إقليمي من خارج المنطقة يضع اتفاقًا من هذا النوع مع الكتلة الاقتصادية. يهدف الاتفاق إلى فتح سوق تجارة السلع، وقواعد المنشأ والحماية والتعاون في المعايير التقنية والصحية والتعاون التكنولوجي والتقني والتعاون الجمركي.
قال رئيس اتحاد صناعات الدولة ساو باولو خلال مؤتمر عام 2010 في القدس إن البرازيل ستضاعف التجارة مع إسرائيل إلى ثلاثة أضعاف بحلول عام 2015. حضر المؤتمر الرئيس البرازيلي لولا دا سيلفا، الرئيس الإسرائيلي شيمون بيريز ومجموعة من قادة الأعمال البرازيلية والإسرائيلية.
في سياق السياحة، زار 60,000 برازيلي إسرائيل في عام 2010. كان هذا الرقم أعلى بنسبة 20% مما كان عليه في عام 2011. نتيجة لهذا النمو، هدفت وزارة السياحة الإسرائيلية إلى جلب 140,000 برازيلي إلى إسرائيل في عام 2014. تتمثل الاستراتيجيات الأساسية في توسيع المكتب التمثيلي لوزارة السياحة في البرازيل وتيسير الطريق بين البرازيل وإسرائيل، مع بدء شركة إل عال للطيران أعمالها في البرازيل.
لاحظ القادة أن التبادلات بين البرازيل وإسرائيل في مجالات العلم والتكنولوجيا والابتكار، توضح أوجه التآزر القائمة في عدة مجالات، والتي يمكن، بل وينبغي استكشافها بشكل أكبر لتحفيز الاستثمارات المتبادلة التي هي دون المستوى وتعقد اقتصاد البلدين.
افتتحت البرازيل مكتب تجاري في القدس لتعزيز الشراكة مع البلد في مجالات الابتكار والتكنولوجيا والاستثمارات. تدير وكالة الترويج للتصدير والاستثمار البرازيلي (أبيكس- برازيل) المكتب، وتعمل في مبنى مركز غاتي للأعمال في القدس. في 15 ديسمبر من عام 2019، افتتح مكتب التجارة رسميًا في القدس. أدانت جامعة الدول العربية افتتاح البرازيل للمكتب التجاري في مدينة القدس.
الثقافة
ريو دي جينيرو هي مدينة توأم لحيفا، تل أبيب (منذ عام 2006) ورامات غان (منذ عام 2010). ساو باولو وتل أبيب مدينتان توأمتان منذ عام 2004. هناك جالية يهودية مهمة في ساو باولو. وفقًا لرافاييل سينغر، الدبلوماسي الإسرائيلي السابق في برازيليا، كان هناك نحو 60,000 يهودي يعيشون في ساو باولو خلال ذاك الوقت.
ذكرت وزارة الخارجية الإسرائيلية في 25 أكتوبر من عام 2013، أن إسرائيل ستتعاون مع الجالية اليهودية الإسرائيلية البرازيلية لتقديم المساعدات الطبية لإفريقيا. من المقرر أن يبدأ مشروع المساعدات في يناير من عام 2014 في غينيا بيساو ويرأسه كلاوديو لوتنبرغ، رئيس كوربوسيرايسون إسرائليتا دو برازيل، مجموعة المظلة من اليهود البرازيليين.
في سبتمبر من عام 2018، بلغ عدد الوفد البرازيلي في مسيرة القدس نحو 900 شخص، وهو ما يمثل أكبر مجموعة في حدث سوكوت السنوي في القدس.
في النطاق الثقافي، تطور البرازيل وإسرائيل علاقات التعاون. في عام 2009، وقعت اتفاقية الإنتاج المشترك للسينما في برازيليا بين حكومتي البلدين. وافق عليه المؤتمر الوطني في نوفمبر من عام 2016 وأصدره الرئيس مشيل ميمر في مايو من عام 2017، من أجل تفضيل تطوير إنتاج الأفلام والتلفزيون، وكذلك تشجيع تطوير العلاقات الثقافية والتكنولوجية.